# Erpeldingen (Wiltz)
Erpeldingen (luxemburgisch Ierpeldengⓘ, französisch Erpeldange) ist eine Ortschaft in der Gemeinde Wiltz, Kanton Wiltz, in Luxemburg. 

## Geschichte
Laut Berichten war der Ort im Zweiten Weltkrieg schweren feindlichen Angriffen ausgesetzt und erlitt schwere Schäden. Am 19. Dezember 1944 kam es an der Straßenkreuzung zu erbitterten Kämpfen. Innerhalb von drei Stunden wechselte diese viermal den Besitzer.
Seit dem 1. Januar 2015 gehört Erpeldingen zur Gemeinde Wiltz, zuvor gehörte der Ort zur Gemeinde Eschweiler.

## Lage
Erpeldingen liegt am Himmelsbach, einem Zufluss der Wiltz. Durch den Ort verlaufen die N 12 und die CR 325. Nachbarorte sind im Westen Weidingen und im Norden Eschweiler.

## Allgemeines
Im Ort befindet sich eine katholische Kapelle, die dem hl. Eligius geweiht ist. 